# Peszeki Jenő
Peszeki Jenő (Esztergom, 1949. június 5. –) labdarúgó, a Dorogi FC Örökös Tagja, a Dorogi Bányász történetének második leggólerősebb játékosa.

## Pályafutása
A Doroggal szomszédos Tokodról származik és 1970-ben került Dorogra, az NB II-ben szereplő csapathoz. Edzője akkor Varga János volt. A tehetséges játékos hamar beilleszkedett és a legjobb góllövők közé tartozott. 1971-ben tagja az NB II-es bajnokcsapatnak, majd 1973-ban az NB I-ben jutott csapatnak. A legmagasabb osztályban reményteljesen kezdtek. Az első három mérkőzésen mindjárt a legkeményebb ellenfelek ellen indult a bajnokság (Ferencváros, Újpesti Dózsa, MTK), ahol Peszeki elemébe játszott. Az Újpest ellen a Megyeri úton két káprázatos gólt is szerzett. A második, egyben a dorogi csapat harmadik góljánál ritkán látható bombagólt ragasztott a léc alá, amelyet még az újpesti szurkolók is megtapsoltak. Szintén gólt lőtt az MTK ellen, majd az 5. fordulóban a Rába ETO, majd a Tatabánya ellen is. A bajnokság előrehaladtával azonban a csapat egyre veszített az önbizalmából, amely rá is kihatott. Ennek megfelelően a csapat búcsúzni kényszerült az NB I-ből. 
A bajnokság végén Peszekit a Bp. Honvéd nézte ki magának, majd le is igazolták. A játékos pechére azonban sérülést szenvedett, így nem tudta képességeit kamatoztatni a nagynevű egyesületben, ahol hamar le is mondottak róla. A következő évadban visszatért Dorogra, ahol újra a régi formáját hozta. Az 1975-1976-os bajnokságban visszajutnak az NB I-be, egyben ő lett a másodosztály gólkirálya 24 góljával. A Bp. Volán ellen mesterhármast, a feljutásért folyó küzdelemben a nagy vetélytárs Komló kapujában mesternégyest lőtt. Az NB I-es szereplés azonban ezúttal sem úgy sikerült, ahogy azt a dorogiak szerették volna és a következő évben kiestek. 
Legszebb emlékű mérkőzései a Békéscsaba és a Kaposvár elleni győzelmek, ahol góljaival is hozzájárult a sikerhez, valamint az Újpest elleni győzelem, amelyen – ugyan gólt nem szerzett, de ragyogóan játszott – az Újpest lépéshátrányba került a bajnoki címért folytatott versenyfutásban Vasas SC-vel szemben. Ezt követően 1978 végéig játszott a dorogi csapatban. Az 1978-79-es évad őszi szezonját követően a téli szünetben igazolt át Esztergomba. Dorogon összesen 1970 és 1978 között 258 alkalommal lépett pályára és a 96 szerzett góljával minden idők második legeredményesebb dorogi játékosa. 
Összesen 59 NB I-es meccsen játszott, 13 gólt szerzett. Pályafutása végéig az esztergomi csapatot erősítette. A sors érdekessége, hogy az NB II-ből 1983-ban kiesett Dorog ellen lépett pályára az NB III-ban és alaposan megtréfálta egykori csapatát, ahol vezérletével Esztergomban 5:1-re verték a dorogiakat. A pályán a Dorog csapatában egykori játékostársa, Merényi Lipót, míg a dorogiak vezetőedzője szintén egykori dorogi játékostársa, Gabala Ferenc volt. Ezt követően még háromszor játszott a Dorog ellen. Az említett 5:1-s mérkőzés visszavágóján Dorogon is győzni tudott, viszont az 1984-1985-ös évad őszi szezonjában 3:0 arányban kikaptak volt csapatától. Pályafutása befejezését éppen az egykori és a jelenlegi csapata egymás elleni bajnoki mérkőzésére időzítette. A találkozóra 1985. április 14-én került sor mintegy 4 ezer néző előtt. A mérkőzés előtt mindkét klub és a szurkolótábor köszöntötte a 36 éves játékost, aki mindkét egyesület történetében fontos szerepet játszott. A mérkőzésen gól nélküli döntetlen született.

## Érdekesség
Testvére, Peszeki Géza szintén labdarúgó, és pályafutásuk nagy részében egy csapatban is játszottak. Előbb Dorogon, majd Esztergomban is csapattársak voltak. A Dorogi FC rendezvényeinek aktív látogatói. 2001-ben a klub a Dorogi FC Örökös Tagja címmel tüntette ki.
Jenő családjával jelenleg Esztergomban él.